# Морган (Міннесота)
Морган (англ. Morgan) — місто (англ. city) в США, в окрузі Редвуд штату Міннесота. Населення — 888 осіб (2020).

## Географія
Морган розташований за координатами 44°24′57″ пн. ш. 94°55′30″ зх. д. / 44.41583° пн. ш. 94.92500° зх. д. (44.415860, -94.924921).  За даними Бюро перепису населення США в 2010 році місто мало площу 1,42 км², уся площа — суходіл.

## Демографія
Згідно з переписом 2010 року, у місті мешкало 896 осіб у 373 домогосподарствах у складі 230 родин. Густота населення становила 630 осіб/км².  Було 408 помешкань (287/км²).
Расовий склад населення:
| - 94,8 % — білих - 2,5 % — корінних американців - 0,2 % — азіатів |

До двох чи більше рас належало 2,6 %. Частка іспаномовних становила 2,8 % від усіх жителів.
За віковим діапазоном населення розподілялося таким чином: 26,2 % — особи молодші 18 років, 50,6 % — особи у віці 18—64 років, 23,2 % — особи у віці 65 років та старші. Медіана віку мешканця становила 38,2 року. На 100 осіб жіночої статі у місті припадало 92,7 чоловіків;  на 100 жінок у віці від 18 років та старших — 85,2 чоловіків також старших 18 років.
Середній дохід на одне домашнє господарство  становив 55 427 доларів США (медіана — 46 905), а середній дохід на одну сім'ю — 66 099 доларів (медіана — 60 156). Медіана доходів становила 39 896 доларів для чоловіків та 30 139 доларів для жінок. За межею бідності перебувало 9,6 % осіб, у тому числі 16,9 % дітей у віці до 18 років та 8,1 % осіб у віці 65 років та старших.
Цивільне працевлаштоване населення становило 454 особи. Основні галузі зайнятості: освіта, охорона здоров'я та соціальна допомога — 21,8 %, мистецтво, розваги та відпочинок — 14,1 %, роздрібна торгівля — 13,4 %.